# علی حائریان اردکانی
علی حائریان‌اردکانی (زاده ۱۳۲۵ در اردکان) پژوهشگر ایرانی و استاد بازنشستهٔ دانشگاه فردوسی مشهد است. او برای ترجمه کتاب مواد و فرآیندهای تولید برگزیدهٔ اولین دورهٔ کتاب سال ایران شد.

## زندگی‌نامه شخصی
پدر وی پزشک و دارای ۴ فرزند بود.